# Federació Mundial de Scouts Independents
La Federació Mundial de Scouts Independents (WFIS) és l'organització internacional no governamental que regula 53 Organitzacions escoltes de 32 països, a més d'una federació paraigües, amb un nombre estimat de 30.000 membres. WFIS es va formar a Laubach, Alemanya, el 1996 per Lawrie Dring, un escolta britànic i es va fusionar amb els independents de Baden-Powell Scouts Association (BPSA).
La Federació Mundial de Scouts Independents està oberta a qualsevol forma d'associació Scouts que no estigui afiliada a una altra organització internacional. WFIS requereix que les associacions membres "segueixin i facin servir el programa original de Baden-Powell, les tradicions, els uniformes, la moral, l'ètica, i l'estructura tal com s'estableix en el Moviment Scout Baden-Powell per als nois, modificades únicament per raons de "salut, medi ambient, primers auxilis, i seguretat".
L'actual President del Consell Mundial de la WFIS és Klaus Tegeder, elegit per un mandat de cinc anys a partir d'agost de 2007. Ell és l'expresident de WFIS-Europa i és cap d'agrupament d'un agrupament escolta a Alemanya.

## Comitè Mundial
El Comitè Mundial WFIS és el principal òrgan executiu de la Federació Mundial de Scouts Independents i està compost per voluntaris elegits. El Comitè Mundial actua com una associació que agrupa cadascuna de les organitzacions escoltes regionals.

### Membres actuals del Comitè WFIS[1]
| Nom             | Càrrec                       |
| --------------- | ---------------------------- |
| Klaus Tegeder   | President                    |
| Bill Nangle     | Vicepresident                |
| Ernie Esajas    | Secretari                    |
| Søren Jørgensen | Tresorer                     |
| Craig Brown     | Coordinador Ensenya de Fusta |

## Divisions regionals
Els WFIS està dividida en cinc regions:
- Àfrica
- Àsia/Austràlia
- Europa
- Amèrica del Nord
- Amèrica del Sud
- El Carib

La regió d'Àsia i Àfrica es troben actualment paralitzades, encara que hi ha associacions allà. El congrés de l'Àfrica es preveu organitzar el 2010.

## Llista dels membres

### WFIS Àsia / Austràlia
| País   | Grup                                                         |
| ------ | ------------------------------------------------------------ |
| Índia  | L'Organització Escolta/Guia (The Scouts/Guides Organisation) |
| Japó   | Baden-Powell Scouts del Japó (Baden-Powell Scouts of Japan)  |
| Rússia | Unió de Scouts de Rússia (Russian Union of Scouts)           |

### WFIS Europa
| País       | Grup |
| ---------- | --- |
| Dinamarca  | Scouts Baden-Powell de Dinamarca (De Gule Spejdere i Danmark - Baden-Powell spejderne)                                    |
| Alemanya   | Federació Europea de Guies Escoltes de Sant Jordi i Scouts (Bund Europäischer St. Georgs-Pfadfinderinnen und -Pfadfinder) |
| Alemanya   | Confraria de Scouts Cristians (Bruderschaft Christlicher Pfadfinder)                                                      |
| Alemanya   | Federació de Scouts Independents, Stamm Cassiopeia (Bund Unabhängiger Pfadfinder, Stamm Cassiopeia)                       |
| Alemanya   | Associació de Scouts d'Alemanya fundada el 1911 (Deutscher Pfadfinderbund e. V. gegr. 1911)                               |
| Alemanya   | Federació Scout Europea (Europäischer Pfadfinderbund - Georgsritter e. V.)                                                |
| Alemanya   | Rangers Alemanys Gratuïts Olpe (Freie Deutsche Waldläufer Olpe)                                                           |
| Alemanya   | Associació Scout Lliure Asgard (Freier Pfadfinderbund Asgard)                                                             |
| Alemanya   | Associació Lliure de Scouts de Sant Jordi (Freier Pfadfinderbund St. Georg)                                               |
| Alemanya   | Associació de Scouts (Independents Independent Scout Association)                                                         |
| Alemanya   | Solms Scouts (Solmser Pfadfinderschaft)                                                                                   |
| Alemanya   | Associació de Scouts de Rodamón (Pfadfinderbund Weltenbummler e. V.)                                                      |
| Irlanda    | Associació de Scouts Baden-Powell d'Irlanda (The Baden-Powell Scouts Association of Ireland)                              |
| Itàlia     | Associació Independent Scout (Associazione Indipendente Scout)                                                            |
| Itàlia     | Associació d'Escoltisme Catòlic Italià (Associazione Scautistica Cattolica Italiana)                                      |
| Kosovo     | Centre Nacional de Scouts de Kosovo (National Scout Center of Kosovo)                                                     |
| Lituània   | Organització Scout de Zemaitia (Zemaitia Scout Organizatione)                                                             |
| Portugal   | Cos Marítim de Boy Scouts (Corpo de Escuteiros Maritimos)                                                                 |
| Espanya    | Associació Galega de Escoltisme - Breogán Scouts - (Asociación Galega de Escultismo Breogán Scouts)                       |
| Espanya    | Associació Catalana de Scouts                                                                                             |
| Espanya    | Associació de Scouts Independents de Madrid (Independent Scouts of Madrid)                                                |
| Suïssa     | Bombers del Districte Nicolau de Flüe (Feuerkreis Niklaus von Flüe)                                                       |
| Suïssa     | Associació Scout Zelanda (Pfadfinderbund Seeland)                                                                         |
| Regne Unit | Associació Scout Baden-Powell (Baden-Powell Scouts' Association)                                                          |
| Sèrbia     | Organització del Districte Scout-nord de Backa (Okruzna Organizacija Skauta-Sverna Backa)                                 |

### WFIS Nord-amèrica
| País         | Grup                                                                                            |
| ------------ | ----------------------------------------------------------------------------------------------- |
| Canadà       | BPSA British Columbia                                                                           |
| Canadà       | BPSA New Brunswick                                                                              |
| Canadà       | BPSA Ontario                                                                                    |
| Canadà       | Associació Canadenca de Scouts Independents (Canadian Independent Scouting Association)         |
| Canadà       | L'Associació Explorer tradicional d'Ontario (The Traditional Explorer Association of Ontario)   |
| Mèxic        | Agrupació Escolta Mexicana (Agrupación Scout Mexicana, A.C.)                                    |
| Mèxic        | Federació Mexicana de Scouts Independents (Federación Mexicana de Scouts Independientes, A. C.) |
| Estats Units | Scouts Baden-Powell (Baden-Powell Scouting)                                                     |

### WFIS Sud-amèrica
| País      | Grup |
| --------- | --- |
| Argentina | Associació Argentina Scouts de Baden-Powell (Asociación Argentina de Scouts de Baden Powell)                                         |
| Argentina | Societat Argentina de Boy Scouts Independents (Sociedad Argentina de Boy Scouts Independientes)                                      |
| Brasil    | Associació Scout Baden-Powell (Associação Escoteira Baden Powell)                                                                    |
| Xile      | Agrupació Nacional de Boy Scouts de Xile (Agrupación Nacional de Boy Scouts de Chile)                                                |
| Xile      | Agrupació Hermandat Scout del Desert (Agrupación Hermandad Scout del Desierto)                                                       |
| Colòmbia  | Associació Colombiana d'Escoltisme (Asociación Colombiana de Escultismo)                                                             |
| Equador   | Associació de Scouts Independents "Lord Baden-Powell de Gilwell (Asociación de Scouts Independientes "Lord Baden Powell de Gilwell") |
| Guatemala | Associació d'Escoltisme Ecològic de Baden-Powell de Guatemala (Asociación de Escultismo Ecológico Baden Powell de Guatemala)         |
| Paraguai  | Associació Scout Baden-Powell del Paraguay (Asociación Scout Baden Powell del Paraguay)                                              |
| Veneçuela | Federació de Boy Scouts Independent de Veneçuela (Federación de Boy Scouts Independiente de Venezuela)                               |

### WFIS El Carib
| País                  | Grup                                                                             |
| --------------------- | -------------------------------------------------------------------------------- |
| Aruba                 | SEAL Moviment Scout (SEAL Scouting)                                              |
| Antilles Neerlandeses | Associació Scout de Curaçao (Asosiashon di Skouting di Korsou (Skouting Korsou)) |
| Surinam               | Scouts Indenpendents de Surinam (Scouts Independientes de Surinam)               |

## Jamborees
La primera Jamboree Mundial d'Escoltes Independents es va celebrar a Dinamarca el 2002 amb 850 assistents. El lema de l'esdeveniment va ser Junts són més forts. La segona Jamboree Mundial d'Escoltes Independents es va celebrar del 7 al 14 de juliol de 2007 amb més de 3000 escoltes assistents. Es va dur a terme prop de Medellín, Colòmbia. La tercera Jamboree Mundial d'escoltes Independents està prevista que se celebri a Mèxic, el 2011.